# Маттіас Схунартс
Маттіас Схунартс (нід. і фр. Matthias Schoenaerts; також Шонартс; нар. 8 грудня 1977, Антверпен, Бельгія) — бельгійський актор кіно та телебачення. Лауреат премії «Сезар» 2013 року за фільм Іржа та кістка .

## Біографія та кар'єра
Маттіас Схунартс народився 8 грудня 1977 року в Антверпені, Бельгія. Його батько — актор Жульєн Схунартс, мати — модельєрка одягу Домінік Віш. Почав виступати на сцені ще в дитинстві — разом зі своїм батьком він грав у спектаклі «Маленький принц». У віці 15 років Схунартс дебютував в кіно, знявшись в номінованому на премію Оскар бельгійському фільмі «Данс» (Daens, 1992). Після закінчення Антверпенської академії драматичних мистецтв, брав участь у зйомках кількох фільмів. У 2008 році Матіас Схунартс знявся в бельгійському трилері «Лофт», який став найуспішнішою стрічкою у національному прокаті.
Міжнародну популярність Маттіасу Схунартсу принесла головна роль у кримінальній драмі Міхаеля Р. Роскама «Упертюх», номінованій на премію «Оскар» в категорії «найкращий фільм іноземною мовою» у 2012 році. За цю роботу Схунартс отримав премію FIPRESCI в номінації «найкращий актор» на міжнародному кінофестивалі в Палм Спрінгс, премію «Найкращий актор» на кінофестивалі в Остіні та премію Acting Award Prize від Американського інституту кінематографії AFI.
У 2011 році Матіас Схунартс зіграв одну з головних ролей у фільмі «Іржа та кістка» французького режисера Жака Одіара, за яку отримав премію «Сезар» як найперспективніший актор.

## Фільмографія (вибіркова)
| Рік  |   | Українська назва                | Оригінальна назва            | Роль                        |
| ---- | - | ------------------------------- | ---------------------------- | --------------------------- |
| 1992 | ф | Данс                            | Daens                        | Wannes Scholliers           |
| 2002 | ф | Дівчинка                        | Meisje                       | Оскар                       |
| 2003 | ф | Куди б вітер не дув             | Any Way the Wind Blows       | Чукі                        |
| 2006 | ф | Любов належить усім             | Dennis van Rita              | Денніс                      |
| 2006 | ф | Чорна книга                     | Zwartboek                    | Джуп                        |
| 2007 | ф | Надін                           | Nadine                       | Корні                       |
| 2008 | ф | Лівий берег                     | Linkeroever                  | Боб                         |
| 2008 | ф | Лофт                            | Loft                         | Філіп Вільямс               |
| 2009 | ф | Моя королева Каро               | My Queen Karo                | Равен                       |
| 2010 | ф | Пульсар                         | Pulsar                       | Самуель Вербіст             |
| 2010 | ф | Зграя                           | La meute                     | фальшивий гот               |
| 2011 | ф | Упертюх                         | Rundskop                     | Джекі Ванмарсеніль          |
| 2011 | ф | Президент                       | De president                 | Красимир                    |
| 2011 | ф | Небезпечна банда                | De Bende van Oss             | Ties van Heesch             |
| 2012 | ф | Іржа та кістка                  | De rouille et d'os           | Ален ван Верш               |
| 2013 | ф | Кровні узи                      | Blood Ties                   | Ентоні Скарфо               |
| 2014 | ф | Общак                           | The Drop                     | Ерік Дідс                   |
| 2014 | ф | Французька сюїта                | Suite française              | офіцер Бруно                |
| 2015 | ф | Лофт                            | The Loft                     | Філіп Вільямс               |
| 2014 | ф | Маленький хаос                  | A Little Chaos               | Le Notre                    |
| 2015 | ф | Подалі від шаленої юрми         | Far from the Madding Crowd   | Габріель Оак                |
| 2015 | ф | Галвестон                       | Galveston                    | Рой Кеді                    |
| 2015 | ф | Меріленд                        | Maryland                     | Вінсент                     |
| 2015 | ф | Дівчина з Данії                 | The Danish Girl              | Ганс Аксґіл                 |
| 2017 | ф | Вірний. Пристрасть і злочин     | Le Fidèle                    | Джіджі                      |
| 2018 | ф | Червоний горобець               | Red Sparrow                  | Іван Дмитрович Єгоров       |
| 2019 | ф | Приховане життя                 | A Hidden Life                | капітан Гердер              |
| 2020 | ф | Стара гвардія                   | The Old Guard                | Букер                       |
| 2022 | ф | Амстердам                       | Amsterdam                    | Гетвіллер                   |
| 2025 | ф | Стара гвардія 2                 | The Old Guard 2              | Букер / Себастьян Ле Лівреї |
| 2026 | ф | Супердівчина: Жінка майбутнього | Supergirl: Woman of Tomorrow | Крем з Жовтих пагорбів      |
|      | ф | Остання планета                 | The Way of the Wind          | святий Петро                |

## Визнання

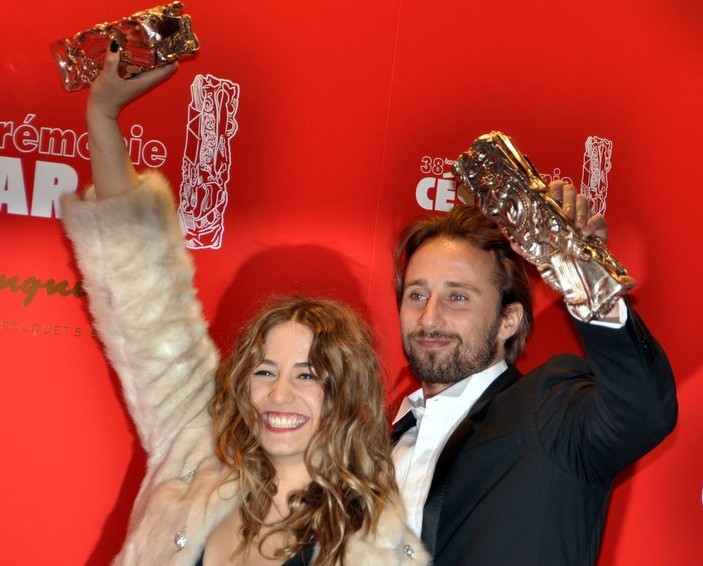
З Ізією Іжлен на церемонії Сезара, 2013

У 2015 році Маттіас Схунартс нагороджений французьким Орденом Мистецтв та літератури.
| Рік                                           | Категорія                                    | Фільм                                  | Результат |
| --------------------------------------------- | -------------------------------------------- | -------------------------------------- | --------- |
| Берлінський міжнародний кінофестиваль         |                                              |                                        |           |
| 2003                                          | Приз Падаюча зірка (EFP Shooting Star)       | Приз Падаюча зірка (EFP Shooting Star) | Перемога  |
| Телевізійний кінофестиваль у Монте Карло      |                                              |                                        |           |
| 1900                                          | Золота німфа видатному актору (драма-серіал) | De smaak van De Keyser                 | Номінація |
| Кінофестиваль європейського кіно в Лез-Арку   |                                              |                                        |           |
| 2011                                          | Приз найкращому актору                       | Упертюх                                | Перемога  |
| Кінофестиваль в Остенді                       |                                              |                                        |           |
| 2011                                          | Найкращий актор                              | Упертюх                                | Перемога  |
| 2015                                          | Приз за видатні досягнення                   | Приз за видатні досягнення             | Перемога  |
| Кінофестиваль фантастичних фільмів в Остіні   |                                              |                                        |           |
| 2011                                          | Премія Наступна хвиля найкращому актору      | Упертюх                                | Перемога  |
| Премія Американського інституту кіномистецтва |                                              |                                        |           |
| 2011                                          | Найкращий актор                              | Упертюх                                | Перемога  |
| Премія «Магрітт»                              |                                              |                                        |           |
| 2012                                          | Найкращий актор                              | Упертюх                                | Перемога  |
| 2013                                          | Найкращий актор                              | Іржа та кістка                         | Номінація |
| 2018                                          | Найкращий актор                              | Вірний. Пристрасть і злочин            | Номінація |
| Міжнародний кінофестиваль у Палм Спрінгс      |                                              |                                        |           |
| 2012                                          | Приз ФІПРЕССІ найкращому актору              | Упертюх                                | Перемога  |
| Міжнародний кінофестиваль у Вальядоліді       |                                              |                                        |           |
| 2012                                          | Найкращий актор                              | Іржа та кістка                         | Перемога  |
| Премія «Люм'єр»                               |                                              |                                        |           |
| 2013                                          | Найкращий актор                              | Іржа та кістка                         | Номінація |
| Премія Сезар                                  |                                              |                                        |           |
| 2013                                          | Найкращий молодий актор                      | Іржа та кістка                         | Перемога  |
| CinEuphoria                                   |                                              |                                        |           |
| 2013                                          | Найкращий актор (Міжнародний конкурс)        | Упертюх Іржа та кістка                 | Перемога  |
| 2013                                          | Найкращий дует (разом з Маріон Котіяр)       | Іржа та кістка                         | Номінація |
| Кришталевий глобус                            |                                              |                                        |           |
| 2013                                          | Найкращий актор                              | Іржа та кістка                         | Номінація |
| Золота зірка кіно                             |                                              |                                        |           |
| 2013                                          | Найкращий актор-новачок                      | Іржа та кістка                         | Перемога  |